# Seznam ulic v Trbovljah
Seznam trboveljskih ulic, naselij* in vasi* je abecedni seznam cest, ulic, naselij in vasi s povezavami na članke, po katerih so dobile ime.
(* - označeno z odebeljeno pisavo)

## B
- Bevško

## C
- Cesta Osvobodilne fronte (Osvobodilna fronta)
- Cesta Tončke Čeč

## D
- Dobovec
- Dobrna
- Dom in vrt

## G
- Gabrsko
- Gimnazijska cesta
- Globušak
- Golovec

## H
- Hohkrautova kolonija

## K
- Keršičev hrib
- Keršičeva cesta
- Kešetovo
- Klek
- Kolodvorska cesta
- Kolonija 1. maja
- Kovinarsko naselje
- Kurja vas

## L
- Loke

## M
- Majcenova cesta
- Mestni trg (nekoč Leninov trg)

## N
- Nasipi
- Neža
- Novi dom

## O
- Ob železnici
- Obrtniška cesta (nekoč Cesta oktobrske revolucije)
- Opekarna

## P
- Partizanska cesta
- Pod gozdom
- Pod Ostrim vrhom

## R
- Retje
- Ribnik
- Rudarska cesta

## S
- Savinjska cesta

## Š
- Šuštarjeva kolonija

## T
- Trg Franca Fakina
- Trg revolucije
- Trg svobode

## U
- Ulica 1. junija
- Ulica Sallaumines
- Ulica španskih borcev

## V
- Vodenska cesta
- Vreskovo

## Z
- Zasavska cesta

## Ž
- Žabjek (Žabja vas)